# Grzebacz wschodnioamerykański
Grzebacz wschodnioamerykański (Scalopus aquaticus) – gatunek owadożernego ssaka z rodziny kretowatych. Jest jedynym przedstawicielem rodzaju Scalopus.

## Systematyka
Takson po raz pierwszy opisany przez K. Linneusza w 1758 roku w jego dziele Systema Naturae pod nazwą [Sorex] aquaticus. Jako miejsce typowe autor wskazał wschodnie Stany Zjednoczone, uściślone przez H. H. T. Jacksona w 1915 roku do Filadelfii w Pensylwanii. Jedyny żyjący współcześnie przedstawiciel rodzaju grzebacz (Scalopus) utworzonego przez É. Geoffroy Saint-Hilaire'a w 1803 roku.

### Podgatunki
Wyróżniono kilkanaście podgatunków S. aquaticus. 

- S. aquaticus aereus (Bangs, 1896)
- S. aquaticus alleni Baker, 1951
- S. aquaticus anastasae (Bangs, 1898)
- S. aquaticus aquaticus (Linnaeus, 1758)
- S. aquaticus australis (Chapman, 1893)
- S. aquaticus bassi Howell, 1939
- S. aquaticus caryi Jackson, 1914
- S. aquaticus howelli  Jackson, 1914
- S. aquaticus inflatus Jackson, 1914
- S. aquaticus machrinoides Jackson, 1914
- S. aquaticus machrinus (Rafinnesque, 1832)
- S. aquaticus montatnus Baker, 1951
- S. aquaticus nanus Davis, 1942
- S. aquaticus parvus (Rhoads, 1894)
- S. aquaticus porteri Schwartz, 1952
- S. aquaticus texanus (J. A. Allen, 1891)

## Charakterystyka
Jest średniej wielkości kretem. Występuje na zalesionych i otwartych terenach Meksyku, wschodnich Stanów Zjednoczonych i południowo-zachodniej części Ontario w Kanadzie.
Kret ten ma szaro-brązowe futro ze srebrnymi akcentami. Ma długość około 16 centymetrów z 3-centymetrowym ogonem. Waży około 75 gramów. Dożywa na wolności od 4 do 5 lat. Kariotyp wynosi 2n = 34, FN = 64.